# Lennert Van Eetvelt
	Lennert Van Eetvelt (født 17. juli 2001 i Tienen) er en professionel cykelrytter fra Belgien, der er på kontrakt hos Lotto.

## Karriere
Efter nogle år hos det belgiske junior- og talenthold Brain² Olympia Tienen, skiftede Van Eetvelt i 2020 til Lotto-Soudals udviklingshold Lotto-Soudal Development Team. Fra 1. januar 2023 skifter han til Lotto Dstnys World Tour-hold på en toårig kontrakt.